# Білчурешть (комуна)
Білчурешть, Білчурешті (рум. Bilciurești) — комуна у повіті Димбовіца в Румунії. До складу комуни входять такі села (дані про населення за 2002 рік):
- Білчурешть (758 осіб) — адміністративний центр комуни
- Сусень-Сочету (1084 особи)

Комуна розташована на відстані 40 км на північний захід від Бухареста, 34 км на південний схід від Тирговіште, 103 км на південь від Брашова.

## Населення
За даними перепису населення 2002 року у комуні проживали 1842 особи.
Національний склад населення комуни:
| Національність | Кількість осіб | Відсоток |
| -------------- | -------------- | -------- |
| румуни         | 1817           | 98,6%    |
| цигани         | 21             | 1,1%     |
| болгари        | 4              | 0,2%     |

Рідною мовою назвали:
| Мова       | Кількість осіб | Відсоток |
| ---------- | -------------- | -------- |
| румунська  | 1838           | 99,8%    |
| болгарська | 4              | 0,2%     |

Склад населення комуни за віросповіданням:
| Релігія      | Кількість осіб | Відсоток |
| ------------ | -------------- | -------- |
| православні  | 1785           | 96,9%    |
| бретрени     | 37             | 2,0%     |
| лютерани     | 11             | 0,6%     |
| адвентисти   | 4              | 0,2%     |
| реформати    | 2              | 0,1%     |
| не релігійні | 2              | 0,1%     |
| атеїсти      | 1              | 0,1%     |